# Charles Lyttelton (10. wicehrabia Cobham)
Charles Lyttelton, 10. wicehrabia Cobham (ur. 8 sierpnia 1909 w Londynie, zm. tamże 20 marca 1977) – brytyjski krykiecista i polityk, w latach 1957–1962 gubernator generalny Nowej Zelandii.
Ukończył Eton College. Był starszym kuzynem znanego muzyka jazzowego Humphreya Lytteltona. W pierwszym okresie życia najważniejszym obszarem jego aktywności była wyczynowa gra w krykieta. W latach 1932–1939 rozegrał ponad 90 tzw. meczów pierwszej klasy (tego rodzaju spotkania są najwyższym szczeblem rozgrywek w tej dyscyplinie), występując w klubie reprezentującym hrabstwo Worcestershire. Po przerwie spowodowanej II wojną światową wciąż grał, choć już w meczach nieco niższej rangi. Nie zrezygnował z występów nawet po 1949, gdy odziedziczył po swym ojcu tytuł wicehrabiego i miejsce w Izbie Lordów. Zaczął się wówczas pojawiać w programach meczów - co było dość niecodzienne - jako lord Cobham.
W 1957 wyjechał do Nowej Zelandii, by objąć formalnie najwyższe w państwie stanowisko gubernatora generalnego. Nawet wówczas pozostał wierny swemu ukochanemu sportowi. W 1961 - mając 51 lat - po raz ostatni wystąpił w oficjalnym meczu krykieta, odbywającym się zresztą w ramach turnieju, którego sam był patronem. Po powrocie do Anglii, w latach 1967–1972 był Lordem Stewardem, a następnie aż do swej śmierci kanclerzem Orderu Podwiązki. Równocześnie od 1963 do 1974 pełnił honorowy urząd Lorda Namiestnika Worcestershire.

Herb lorda Cobham